# Placoceratias bimaculipennis
Placoceratias bimaculipennis är en tvåvingeart som beskrevs av Günther Enderlein 1910. Placoceratias bimaculipennis ingår i släktet Placoceratias och familjen platthornsmyggor. Inga underarter finns listade i Catalogue of Life.